# 司馬允
司馬允（272年—300年），字欽度。晉武帝司馬炎第十子，母親為李夫人，同母弟吳孝王司馬晏。

## 生平
咸寧三年（277年），司馬允受封濮陽王，拜越骑校尉。太康十年（289年），晋武帝用王佑之谋，徙封他為淮南王，授鎮东大將軍，都督揚江二州軍事，假节，出镇寿春，以为皇室羽翼。以潘尼为参军。
元康元年（291年）随楚王司马玮入朝，不久发生诛杀车骑将军杨骏的政变，随司马允回朝的淮南相刘颂参与其中。不久晋惠帝又因皇后贾南风怂恿，诏命司马玮宣诏命司马允、长沙王司马乂、成都王司马颖屯兵在各宫门，以罢免太宰汝南王司马亮、太保卫瓘。
元康九年（299年）入朝。惠帝派尚书和郁持节，解结为副，与大将军梁王司马肜、司马允、前将军东武公司马澹、赵王司马伦、太保何劭去东宫，废湣懷太子司馬遹为庶人。
司馬遹被廢後，有人建議將立司馬允為皇太弟，因议论不合未果。適逢趙王司馬倫廢去賈后，遂下詔以司馬允為驃騎將軍、開府儀同三司、侍中，都督如故，領中護軍。司馬允性格沈着而剛毅，宿衛將士皆敬服他。
趙王司馬倫廢賈南風後，孫秀專權，司马允心知司馬倫有篡逆之心，和齐王司马冏都不满司马伦、孙秀骄奢僭越，所以稱病不上朝，密養死士，想誅殺司馬倫。原卫尉石崇及其外甥欧阳建与黄门郎潘岳知道孙秀劝司马伦杀他们，也秘密劝司马允和司马冏谋杀司马伦和孙秀。司馬倫很懼怕司馬允，所以改封為太尉，外在看來是優待他，其實要奪他的兵權。司馬允稱病不接受。於是司馬倫派遣御史逼迫司馬允，不當太尉，就是反逆。司馬允很憤怒，看了詔書後，原來是孫秀所寫的，大怒，便將御史收監，欲斬了他，御史逃走而獲免，便斬了跟著來的令史二人。司马允神情严厉地对左右說：“趙王欲毀我家！”遂率國兵及帳下七百人衝出，大叫說：“趙王反，我要攻打他，願輔佐我者來。”於是歸附者眾多。司馬允欲入皇宮，但尚書左丞王舆關閉了東掖門，進不去，所以包圍趙王的相府。司馬允的將兵，都是淮南奇才劍客。司馬倫的士兵與之對戰屢敗，死了1000多人。太子左率陳徽率領東宮的士兵，在相府內響應司馬允，助威吶喊。司馬允在承華門前，弓弩齊發，射司馬倫，飛箭如雨下。主書司馬畦秘以身幫司馬倫擋箭，背部中箭而死。司馬倫的官員們都躲在樹後面，每棵樹都中數百箭。陳徽的哥哥陳淮是中書令，請求晉惠帝派人拿白虎幡去解鬥。其實陳淮是騙晉惠帝的，麾騶幡才是解鬥的，白虎幡是主殺，帝王詔令傳信督戰之用。陳淮心想司馬允手拿到白虎幡，司馬倫的士兵就會不戰而敗。
於是晉惠帝派遣司馬督護伏胤手拿白虎幡，率領四百名騎兵出宮，直奔相府。原來伏胤和趙王的兒子司馬虔很要好，司馬虔要求伏胤幫他的父親，事成之後與他共圖富貴。伏胤遂收起白虎幡，拿著空白的詔書，詐言說有詔書給司馬允，司馬允不察覺有異，下戰車接受詔書，即時就被伏胤所殺。時年二十九歲。最初司马伦兵败，传言司马伦已经被擒，百姓大悦。得知司马允遇害，百姓莫不叹息。司馬允的三個兒子包括秦王司馬鬱、漢王司馬迪皆被殺害，石崇、欧阳建、潘岳等淮南王親友部屬被牽連者達數千人之多。司马伦还逮捕参与其中的司马晏，欲杀，光禄大夫傅祗在朝堂上争执，众人都谏止司马伦，司马伦于是贬司马晏为宾徒县王。彭城王司马植正要代替司马允出镇扬州，有传言他帮助司马允攻打司马伦，司马植因此忧死。司马伦抓捕司马允的僚属交付廷尉想杀光，廷尉正顾荣处事允当，多赦免之。
安南将军、监河北诸军事、假节孟观屯驻宛城，儿子孟平是司马允的前锋将军，讨伐司马伦时战死。孙秀忌惮孟观外统兵，诈称孟平是被司马允所部兵所害，赠积弩将军，以安抚孟观。
後來司马伦倒台，齐王司马冏为司马允平反，追谥为淮南忠壮王，有诏改葬，赐以殊礼，追赠司徒。以司馬冏之子司馬超繼嗣淮南王。司馬冏败亡後，司馬超被幽禁於金墉城，改由司马允之弟司馬晏的兒子司馬祥为繼嗣。

## 評價
- 《晉書》贊：「淮南忠勇，宣城識度。」